# Canadian Youth Climate Coalition
La Canadian Youth Climate Coalition, en français Coalition canadienne des jeunes pour le climat (abrégé CYCC) est une organisation jeunesse à but non lucratif au Canada. La coalition se compose de diverses organisations de jeunesse, dont la Fédération canadienne des étudiantes et étudiants, le Congrès du travail du Canada, la Sierra Youth Coalition et d'autres. L'organisme de bienfaisance vise à donner la priorité à la lutte contre le changement climatique en tant que problème de société. Au niveau international, la coalition fait partie du Global Youth Climate Movement.

## Histoire
En septembre 2006, 48 organisations jeunesse du Canada se sont réunies pour discuter des changements climatiques et ont formé la Coalition canadienne des jeunes pour le climat. La coalition agit comme un groupe de pression, pour inciter les politiciens à agir sur la question du changement climatique. Deux mois après sa fondation, tous les députés du Nouveau Parti démocratique ont signé la Déclaration de la Coalition canadienne des jeunes pour le climat, qui est une pétition adressée au gouvernement canadien pour qu'il agisse sur les changements climatiques.

## Campagnes
De 2007 à 2011, la jeunesse canadienne pour le climat a organisé une délégation de jeunes aux conférences des Nations Unies sur les changements climatiques afin de faire entendre la voix du mouvement des jeunes canadiens pour le climat. Lors de l'événement en 2007, un membre de la délégation canadienne des jeunes a prononcé un discours au nom de Greenpeace Solar Generation, Environnement Jeunesse, SustainUS, l'Australian Youth Climate Coalition ainsi que la Canadian Youth Climate Coalition, devant des représentants de plus de 150 pays. En 2011, un groupe de 20 jeunes Canadiens inspirants ont été sélectionnés pour participer à la COP17 à Durban.
La Coalition canadienne des jeunes pour le climat a également organisé la conférence canadienne PowerShift en 2009 et 2011.
Elle a organisé des réunions Power Summer à travers tout le pays en 2010. Chaque camp comprend une formation en éducation populaire, action et stratégie, communication, messagerie, planification de campagne et autres compétences d'organisation.
Le CYCC a organisé une campagne encourageant et habilitant les jeunes de tout le pays à rencontrer leurs députés pour sensibiliser les pouvoirs publics à la forte politisation des jeunes.